# Élelmezési világnap
Az élelmezési világnap az ENSZ Élelmezésügyi és Mezőgazdasági Szervezete (FAO) kezdeményezésére minden év október 16-án megrendezett világnap. Célja, hogy felhívja a közvélemény és a döntéshozók figyelmét az élelmezési gondok orvoslásának fontosságára. Az élelmezési világnapot minden évben a FAO alapításának évfordulója alkalmából ünneplik. Mintegy 150 országban különböző rendezvényekkel és konkrét adományozással ünneplik a napot; Magyarországon például minden évben adománykonvoj indul a a Magyar Élelmiszerbank Egyesület szervezésében.

## Története
A FAO 1979-ben Rómában ülésező konferenciáján Romány Pál magyar mezőgazdasági miniszter határozati javaslata alapján nyilvánította október 16-át élelmezési világnapnak, ezzel emléket állítva a szervezet 1945-ös megalakulásának.

## Galéria
- A világnapot megjelenítő 1981-es indiai bélyeg
- 2015-ös élelmezési világnap Nigériában
- Élelmezési világnap Botswanában